# Сутра
Су́тра (санскр. सूत्र, «нитка»; кит.: 経典) — у староіндійській літературі лаконічний і уривчастий вислів, пізніше — збірки таких висловів. У сутрах викладалися різні знання, майже всі релігійно-філософські вчення Стародавньої Індії. Мова сутри характеризується образністю і афористичністю, в сутрах часто використовуються притчі.
Сутри використовуються в індуїзмі, буддизмі, даосизмі і конфуціанстві.

## Буддизм
В буддизмі сутри є різновидом Священного писання, в якому викладається основи буддистського учення. Вони побудовані у формі діалогів або бесід, зазвичай будди, бодгісаттви або патріарха з учнями. Сутри були записані багато пізніше після смерті історичного будди Шак'ї. До цього вони передавалися усно.
Сувій сутри інколи використовується в культових зображеннях як атрибут  бодгісаттви, виступаючи символом мудрості. На вівтарі символізує дгарму.

## Виноски
1. ↑  MacGregor, Geddes (1989). Dictionary of Religion and Philosophy (вид. 1st). New York: Paragon House. ISBN 1-55778-019-6.